# Спирингс, Стейн
Стейн Спирингс (нидерл. Stijn Spierings; род. 12 марта 1996, Алкмар, Северная Голландия) — нидерландский футболист, атакующий полузащитник клуба «Брондбю».

## Клубная карьера
Спирингс — воспитанник клуба АЗ. 13 февраля 2015 года в матче против ПСВ он дебютировал в Эредивизи. В начале 2016 года для получения игровой практики Спирингс на правах аренды перешёл в роттердамскую «Спарту». 28 февраля в матче против «Гоу Эхед Иглз» он дебютировал в Эрестедивизи. 29 апреля в поединке против «Дордрехта» Стейн забил свой первый гол за «Спарту». По окончании аренды клуб выкупил трансфер игрока. По итогам сезона он помог команде выйти в элиту.
В начале 2019 года Спирингс перешёл в «Валвейк». 13 января в матче против ТОП Осс он дебютировал за новый клуб. 18 января в поединке против дублёров «Аякса» Стейн забил свой первый гол за «Валвейк». По итогам сезона он помог клубу выйти в элиту.
В начале 2020 года Спирингс перешёл в болгарский «Левски». 22 февраля в матче против «Черно море» он дебютировал в чемпионате Болгарии. В этом же поединке Стейн забил свой первый гол за «Левски». Летом 2020 года Спирингс перешёл во французскую «Тулузу», подписав контракт на 3 года H. 17 октября в матче против «Аяччо» он дебютировал в Лиге 2. В этом же поединке забил свой первый гол за «Тулузу». В 2022 году Спирингс помог клубу выйти в элиту. 7 августа в матче против «Ниццы» он дебютировал в Лиге 1.
Летом 2023 года Спирингс перешёл в «Ланс», подписав контракт на четыре года. 14 сентября 2023 года вернулся в «Тулузу» на правах аренды до конца сезона 2023/24.

## Достижения
«Тулуза»
- Обладатель Кубка Франции: 2022/23